# Región Valona
La Región Valona o Valonia (en francés, Région wallonne o Wallonie; en alemán, Wallonische Region, Wallonie(n); en neerlandés, Waals Gewest o Wallonië; o en luxemburgués, Wallounesch Regioun o Wallonien) es una de las tres regiones que componen Bélgica. Tiene una población estimada, a inicios de 2022, de 3 662 495 habitantes.
Su capital es Namur y se constituye, tal y como lo prevé el artículo 5 de la Constitución belga, de las provincias de Brabante Valón, Henao, Lieja, Luxemburgo y Namur.
La región tiene una superficie de 16 901 km².
Creada en 1970 a raíz de las reivindicaciones del movimiento valón para un reconocimiento político de Valonia, adquiere un poder de decreto y un poder ejecutivo con la ley especial del 8 de agosto de 1980. Estos poderes están representados, respectivamente, por el Parlamento y el Gobierno valón, con sede en Namur.

## Geografía
Valonia puede situarse aproximadamente a partir de la cuenca hidrográfica del río Mosa. Con la excepción de la provincia de Brabante valón, al sur de Bruselas, y una gran parte de Henao al oeste, lindando con Francia; el resto de Valonia (salvo dos o tres enclaves, particularmente al lado del Gran Ducado de Luxemburgo) pertenece a la cuenca del Mosa.
Esta cuenca es valona en 12 000 de sus 36 000 km². La cuenca del Mosa cubre tres cuartas partes del territorio valón. Mouse, por Givet (en Francia), Dinant, Namur, Huy, Lieja, al norte de Ardenne se establecieron tres de las cuatro grandes ciudades valonas: Charleroi a orillas del río Sambre, Namur en la confluencia del Sambre y del Mosa, Lieja. La cuarta gran ciudad, Mons, se sitúa al oeste de Charleroi fuera de la cuenca mosana de Hainaut.
El surco Sambre-Mosa, prolongado por el Vesdre al este de Lieja hacia Verviers, ha visto surgir en el siglo XVIII y en el siglo XIX el surco industrial que se prolonga también hacia el oeste, en Henao, hacia La Louvière, Mons y la rivera Haine. Concentrando en 1000 km² cerca de los dos tercios de la población y una industria que incluso en cifras absolutas (acero y carbón) fue la segunda del mundo. La cuenca mosana, al menos del siglo IX al XIII, como lo demostró el historiador Félix Rousseau (1887-1981) es el sitio donde se estableció, desde su punto de vista, una especie de civilización, el arte mosano, el arte escaldense determinado por la arquitectura de Tournai a lo largo de Henao.

## Historia

### Edad Moderna
En el siglo XV, los duques de Borgoña se apoderaron de los Países Bajos. La muerte de Carlos el Temerario en 1477 planteó el tema de la sucesión, y los habitantes de Lieja se aprovecharon de esto para recuperar parte de su autonomía. Desde el siglo XVI al XVIII, los Países Bajos fueron gobernados sucesivamente por la dinastía Habsburgo de España (desde principios del siglo XVI hasta la firma del Tratado de Rastatt en 1714) y más tarde por Austria (hasta 1794). Este territorio se amplió en 1521 cuando Carlos V, emperador del Sacro Imperio Romano Germánico ganó la región de Tournai de Francia.

### De 1830 a 1914

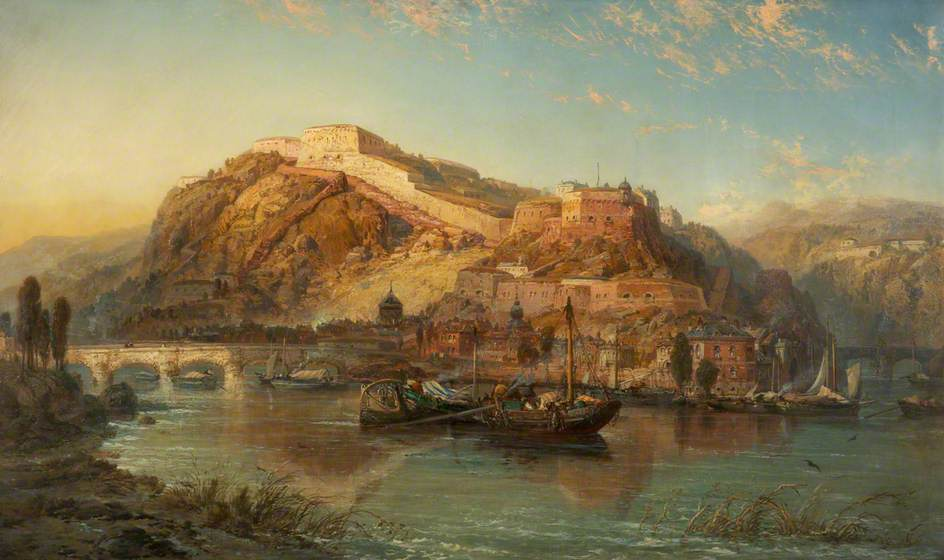
Namur en la segunda mitad del en un cuadro de James Webb

1830 prolonga en un sentido este pasado, por diversos aspectos:
La Revolución Industrial en Valonia se consumó antes de la Revolución belga de 1830. Anuncia la vigorosidad del movimiento obrero en Valonia.
Esta revolución es asumida (o confiscada según el punto de vista) por una burguesía francófona unida en 1828 (“La unión hace la fuerza” del unionismo), contra Holanda, dividida en católicos y liberales. Esta burguesía de Flandes, Bruselas y Valonia impuso el francés tanto en Valonia como en Flandes, donde será rechazada como lengua oficial.
Un nacionalismo flamenco naciente, con el apoyo de las élites políticas y sociales (francófonas) de Flandes, reforma progresivamente la legislación lingüística. Un movimiento valón nace debido a que esas pretensiones agravaban al peso dominante (clerical y conservador) de Flandes frente a una Valonia (siempre minoritaria) más a la izquierda y más laica, la primera en reclamar el federalismo con la Carta al Rey sobre la separación de Valonia y de Flandes de Jules Destrée (1863-1936). La Primera Guerra Mundial redibuja los mapas.

### Desde 1914
La Primera Guerra Mundial, uno de los hechos más importantes del siglo XX, explica la sucesión de los acontecimientos. Valonia vio algunos momentos de ilusión de una Bélgica unida en torno a Alberto I de Bélgica (1875-1934), después se inquieta por un movimiento flamenco que salió reforzado de la guerra. La frontera lingüística en 1932 es un compromiso. Pero las quejas valonas se exacerban cuando Leopoldo III de Bélgica (1901-1983) impulsa la ruptura con las alianzas francesa e inglesa en una época donde Adolf Hitler no oculta sus intenciones.
La Segunda Guerra Mundial va a dividir al país todavía más profundamente. Durante el ataque alemán en mayo de 1940, ciertos regimientos flamencos desertaron. Los soldados flamencos hechos prisioneros el 28 de mayo de 1940 fueron liberados, los soldados valones continuaron cautivos. La actitud del rey puso en marcha la grave “Cuestión real”. Una consulta popular (sobre el retorno de Leopoldo III al poder) endureció a los opositores. Durante los acontecimientos de 1950 y 1960, la clase obrera valona, inquieta por la regresión económica de Valonia, preocupados por la democracia, intervinieron masivamente.
A partir de 1970, Flandes y Valonia (Bruselas igualmente) se dan una gran autonomía aprovechando el federalismo belga, bajo el empuje de diversos factores y actores. La supervivencia del país está en juego, así como los sentimientos de adhesión en Bélgica y Valonia revelan que reside un apego a Bélgica, combinado con un sentimiento valón (o flamenco) y europeo.

## División administrativa

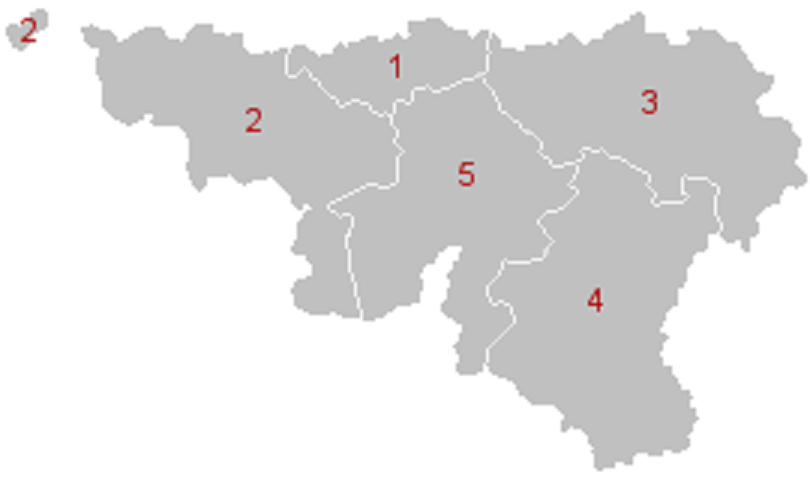
Provincias de Valonia.

La Región de Valonia comprende 5 provincias:
1. Brabante Valón
2. Henao
3. Lieja
4. Luxemburgo
5. Namur

### Municipios
La Región Valona cuenta con 262 municipios

## Economía

Trabajadoras en una mina de carbón belga

Tradicionalmente, Valonia ha sido siempre una región minera. El carbón de la cuenca Mons-Charleroi ha sido la fuente de la mayor parte de luchas sociales (ya que en Valonia arraigó bien pronto el socialismo) y del aumento del poder económico y el peso específico de los valones en la Bélgica del siglo XIX. Pero el cambio económico y la industrialización de Flandes durante los años cincuenta, junto con los procesos de reconversión de la siderurgia, la han puesto en un segundo plano en el Estado belga.
Aparte de la agricultura de la provincia de Luxemburgo, la única zona económica importante del país es la zona hullera, que ha hecho que se concentren una multitud de industrias siderúrgicas, metalúrgicas y químicas. Lieja es otro centro económico e industrial, y actualmente es quien saca adelante la economía de la región. También cabe destacar las industrias mecánicas de Namur y Nivelles, así como las de Verviers (textil, mecánicas y eléctricas).
A finales del año 2017, el PIB per cápita era de 28 000 euros, según datos de Eurostat, y el desempleo era del 6,9% en julio de 2019.

## Cultura
Las materias culturales son competencia de la Comunidad francesa de Bélgica. Este término no designa una institución que representa a los franceses residentes en Bélgica, más bien una entidad federada competente en el dominio de la cultura y de la enseñanza en las regiones de lengua francesa (incluida la región bilingüe de Bruselas-Capital). La Comunidad francesa está asentada en Bruselas, garantizando una cierta solidaridad entre francófonos de la región valona y francófonos de Bruselas.
Algunos políticos valones quieren que las competencias de la Comunidad sean transferidas a la Región, pero es incierto saber si el soporte de un proyecto de este tipo sería cercano al pueblo.
Finalmente, existe una corriente importante en Valonia que está próxima al Manifiesto por la cultura valona y que los habitantes de Quebec llaman la cultura quebequense, que se muestra a favor de considerar a Valonia como un territorio emancipado culturalmente tanto de Bélgica como de Francia.
Frecuentemente se confunden los términos Bélgica y Valonia, gracias al gran sentimiento de adhesión. Es posible afirmar una cultura valona tanto en el sentido de patrimonio como de la creación contemporánea (cine, pintura, etc.) y de atribuir en este sentido las obras a los valones, ya que los habitantes de la Valonia actual han llevado este nombre desde hace aproximadamente seis siglos, aunque sin alguna entidad política correspondiente a este conjunto de valones territorialmente más grande que la actual Valonia.

## Lenguas

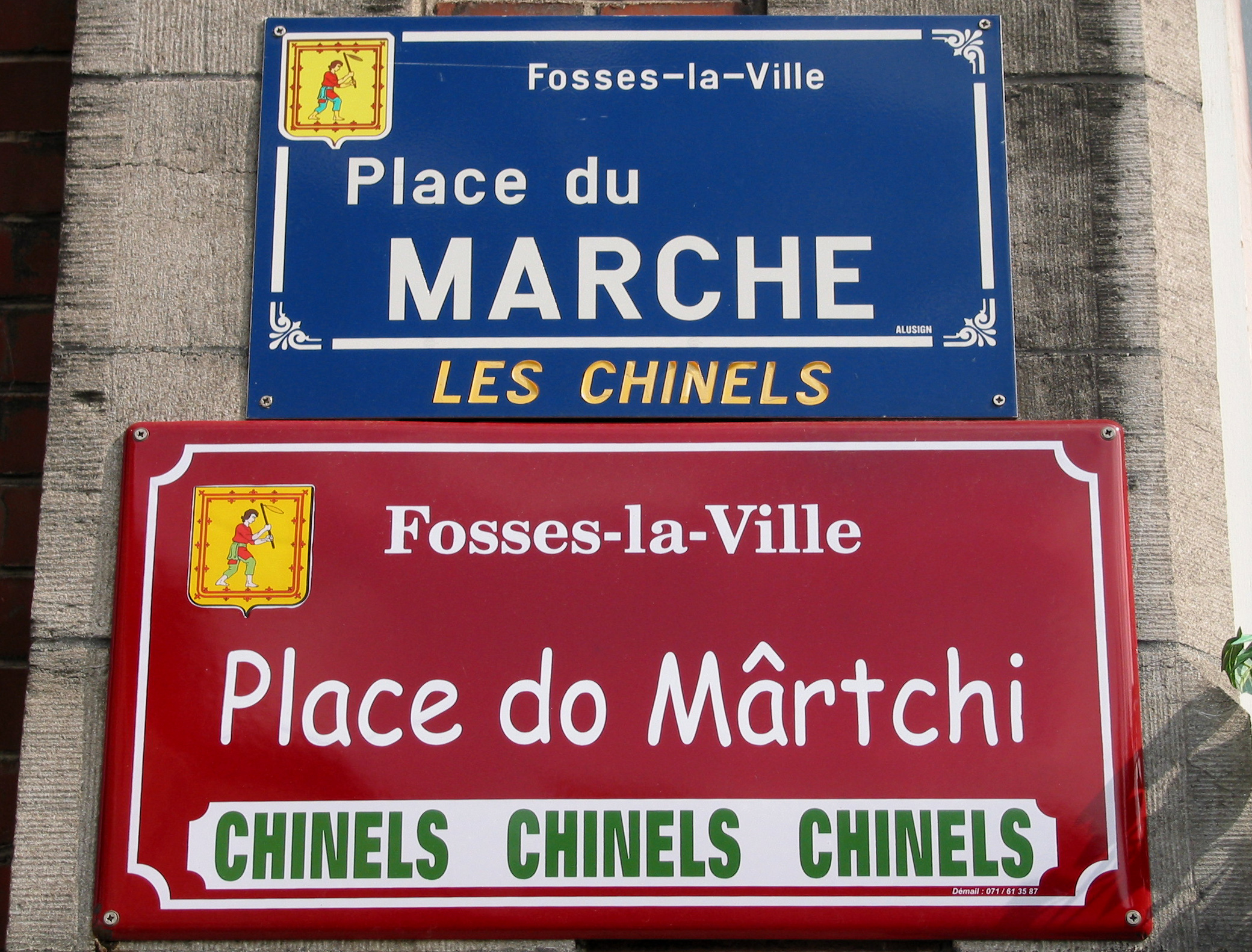
Carteles en francés (arriba) y valón (abajo), dos de las lenguas habladas en la región.

Más del 96% de las comunas de la región valona (252 de las 262) tienen como lengua oficial única el francés. Cuatro de ellas han establecido facilidades lingüísticas para sus habitantes en el uso del neerlandés: Comines-Warneton (Komen-Wasten), Enghien (Edingen), Flobecq (Vloesberg), Mouscron (Moeskroen). Tres han acordado facilidades en alemán y en neerlandés, únicamente en materia de educativa (las facilidades en materia administrativa podrían ser demandadas por el consejo comunal y aprobadas por un decreto real y a continuación por una ley): Baelen, Plombières (en alemán Bleyberg), Welkenraedt. Dos organizan facilidades en alemán: Waimes (en alemán Weismes), Malmedy (a veces escrito erróneamente con un acento agudo: Malmédy). Las nueve comunas germanófonas de la región valona organizan todas las facilidades en francés para sus habitantes valones o francófonos: Amblève (en alemán: Amel), Bullange (en alemán: Büllingen), Burg-Reuland, Bütgenbach (en francés a veces sin diéresis: Butgenbach), La Calamine (en alemán: Kelmis), Eupen, Lontzen, Raeren, Saint-Vith (o St. Vith). Estas nueve comunas forman la región lingüística de lengua alemana; las otras 253 comunas forman la región lingüística de lengua francesa, que comprende en torno al 98% de la población valona. Las nueve comunas germanófonas y las comunas de Waimes y Malmedy forman una región denominada Cantones del Este, son los territorios prusianos adheridos a Bélgica en 1919 por el Tratado de Versalles.
La lengua regional de estas 253 comunas es principalmente el valón. El picardo es hablado, en el triángulo Mons-Ath-Tournai, en gran parte de Henao, el lorenés (o gaumés) en Gaume (la región de Virton), y el champañés en tres pequeños pueblos de Sugny. En algunas comunas próximas al dominio flamenco, alemán o luxemburgués existen lenguas regionales germánicas como la luxemburguesa (en el distrito de Arlon y el cantón de Saint-Vith), los dialectos flamencos y limburgueses son todavía hablados por algunas personas o pueblos según el lugar. La Unión cultural valona tiene como objetivo la defensa del valón, del picardo, del lorenés, del champañés y del fráncico (o luxemburgués). Forma parte de la AIDLCM (asociación internacional de lenguas y culturas amenazadas).
Las lenguas de inmigración (sobre todo el italiano) tienen un papel importante, como en todos los países del mundo, pero el francés es la única lengua actualmente comprendida y hablada por el conjunto de la población, salvo algunas excepciones puntuales.

## Movimiento valón
La historia del movimiento valón comienza en 1880, fecha acordada como punto de partida inicial. Antes del movimiento valón, de naturaleza política, había varios movimientos literarios y folclóricos desde 1856 con la institución de la Société liégeoise de Littérature wallone pero es alrededor de 1880 cuando se funda el movimiento de defensa valón y francófono (mouvement de défense wallonne et francophone) a la vez que las primeras leyes lingüísticas de los años 1870. Tomará posteriormente el carácter de un movimiento que reivindicará la existencia de Valonia y de una identidad valona, sin abandonar la defensa del francés.

## Resultados elecciones regionales valonas
| Partido político | 1995    | 1995  | 1995      | 1999    | 1999  | 1999      | 2004    | 2004  | 2004      | 2009    | 2009  | 2009      | 2014    | 2014  | 2014      | 2019    | 2019  | 2019      |
| Partido político | Votos   | %     | Diputados | Votos   | %     | Diputados | Votos   | %     | Diputados | Votos   | %     | Diputados | Votos   | %     | Diputados | Votos   | %     | Diputados |
| PS               | 665.986 | 35,22 | 30        | 560.867 | 29,44 | 25        | 727.781 | 36,91 | 34        | 657.803 | 32,77 | 29        | 626.473 | 30,96 | 30        | 532.422 | 26,17 | 23        |
| PRL-FDF/MR       | 447.542 | 23,67 | 19        | 470.454 | 24,69 | 21        | 478.999 | 24,29 | 20        | 469.792 | 23,41 | 19        | 540.438 | 26,71 | 25        | 435.878 | 21,42 | 20        |
| PSC/CDH/LE       | 407.741 | 21,56 | 16        | 325.229 | 17,07 | 14        | 347.348 | 17,62 | 14        | 323.952 | 16,14 | 13        | 305.281 | 15,09 | 13        | 223.775 | 11,00 | 10        |
| Ecolo            | 196.988 | 10,42 | 8         | 347.225 | 18,22 | 14        | 167.916 | 8,52  | 3         | 372.067 | 18,54 | 14        | 172.682 | 8,53  | 4         | 294.631 | 14,48 | 12        |
| FN               | 96.574  | 5,11  | 2         | 75.262  | 3,95  | 1         | 160.130 | 8,12  | 4         | 57.374  | 2,86  | 0         | -       | -     | -         | -       | -     | -         |
| PTB              | -       | -     | -         | -       | -     | -         | 12.216  | 0,62  | 0         | 24.875  | 1,24  | 0         | 117.228 | 5,79  | 2         | 278.343 | 13,68 | 10        |
| PP               | -       | -     | -         | -       | -     | -         | -       | -     | -         | -       | -     | -         | 98.840  | 4,89  | 1         | 74.622  | 3,67  | 0         |